# 遠州西崎站

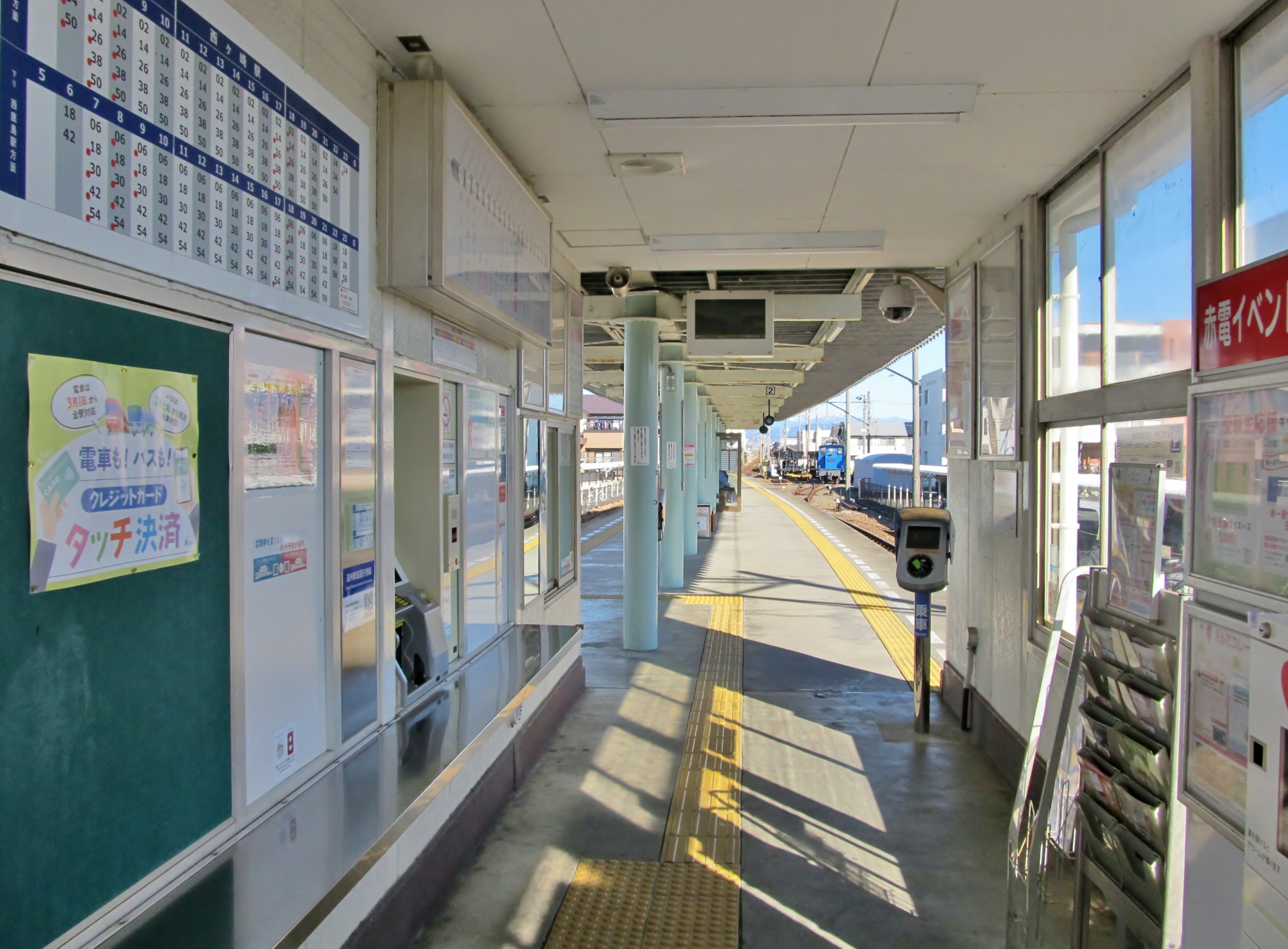
驗票口（2025年1月）

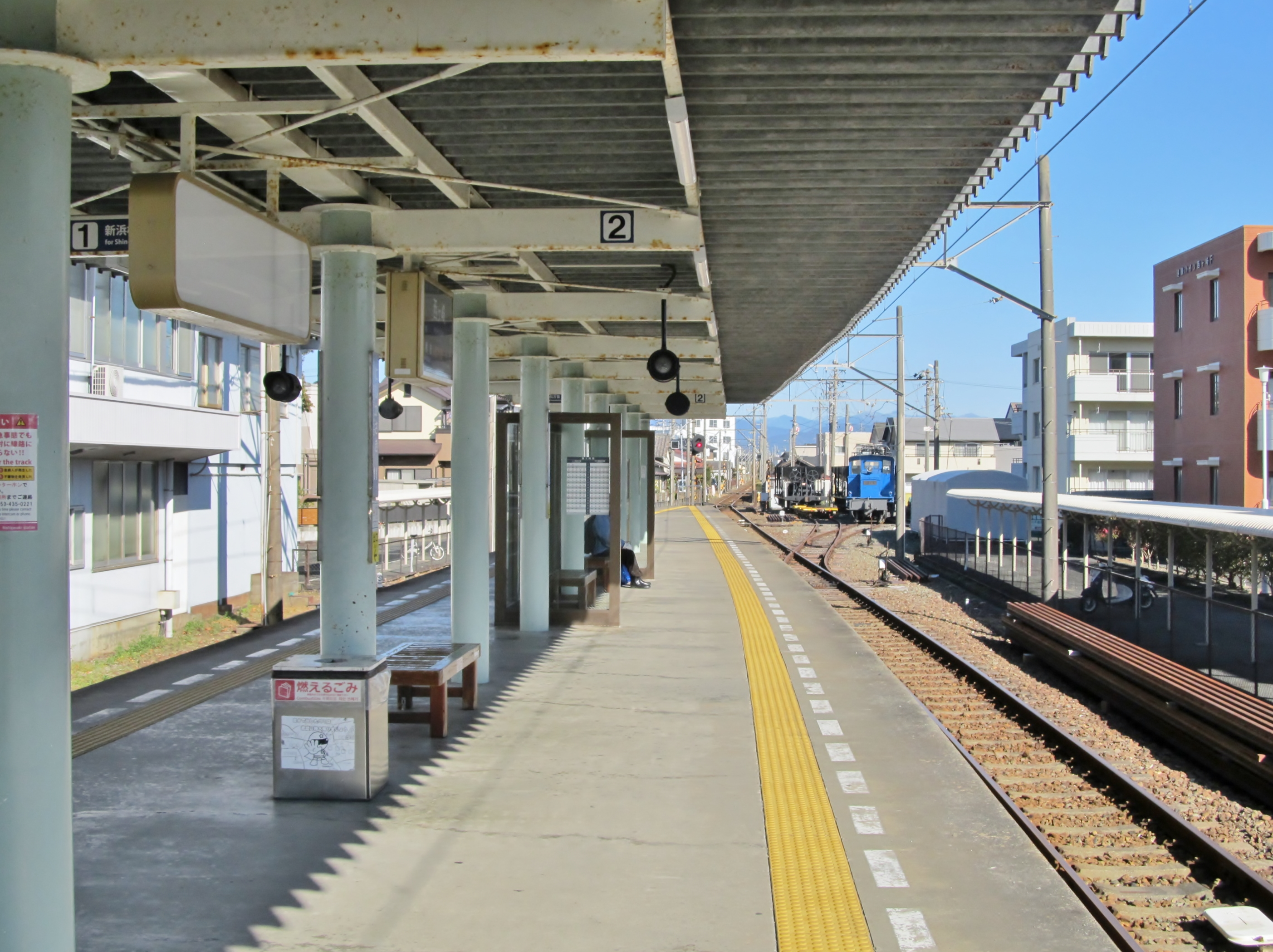
月台（2025年1月）

遠州西崎站（日语：／ Enshū-Nishigasaki eki */?）是位於靜岡縣濱松市中央區西崎町，屬於遠州鐵道的鐵道線車站。車站編號為11。

## 歷史

### 站名的由來
站名取自車站啟用當時的地名（濱名郡積志村大字西崎）。

### 年表
- 1909年12月6日 - 西崎站啟用。
- 1923年4月1日 - 車站改名為遠州西崎站。
- 1956年11月20日 - 車站東邊增設車廠。
- 1973年10月1日 - 結束貨物業務。
- 1977年12月23日 - 車廠與工場遷移至西鹿島站。
- 1979年11月28日 - 車站大樓翻新。
- 1982年6月1日 - 設置東出口。

## 車站構造
此站是地面車站，設有1面2線的島式月台。此站是整日無人車站，列車通常使用1號月台（西邊）。車站東西兩邊設有單車停泊場（可容納346架）。
此站的西邊也設有鐵道營業處，與鐵路運行有關的業務均於該處進行，包括發售定期票和Nice Pass，東邊則為工務所。此站的正式名稱中帶有「遠州」二字，但是在各種標示和車內廣播中會省略「遠州」兩字，只會標示「西崎站」。
車站東北方設有側線，並停泊電力機車ED282和HoKi800形貨車3輛。該處也存放了工程物資，包括壓載物，由於土地空間有限，因此側線較短，通常貨車需要分開停泊。此站側線會進行廢車拆毀作業，當中機車和貨車會把拆毀的部件運送往西鹿島站。此站曾設有車廠，在1977年（昭和52年）工場遷移至西鹿島站，使現時只有留置線和維護路軌基地。而在1944年（昭和19年）前，此站可轉乘濱松電氣鐵道笠井線。

### 月台
| 月台編號 | 月台 | 路線            | 上下行        | 方向             |
| -------- | ---- | --------------- | ------------- | ---------------- |
| 1        | 西邊 | ■遠州鐵道鐵道線 | 上行          | 曳馬、新濱松方向 |
| 1        | 西邊 | ■遠州鐵道鐵道線 | 下行          | 濱北、西鹿島方向 |
| 2        | 東邊 | ■遠州鐵道鐵道線 | ※通常不會使用 | ※通常不會使用    |

## 使用狀況
在2018年度（平成30年度）的總乘車人次為324,074人（18座車站中排名第16），下車人次為323,017人（18座車站中排名第16）。此站的乘客主要來自附近的上學，上班的人士。
以下為不同年度的乘車人次和下車人次：
| 一年總間乘車人次和下車人次彎化 | 一年總間乘車人次和下車人次彎化 | 一年總間乘車人次和下車人次彎化 | 一年總間乘車人次和下車人次彎化 |
| 年度                           | 遠州鐵道                       | 遠州鐵道                       | 參考資料、備註                 |
| 年度                           | 乘車人次                       | 下車人次                       | 參考資料、備註                 |
| ------------------------------ | ------------------------------ | ------------------------------ | ------------------------------ |
| 1980年度（昭和55年度）         | 334,680 人                     | 334,663 人                     | [ 2 ]                          |
| 1981年度（昭和56年度）         | 321,213 人                     | 332,608 人                     | [ 3 ]                          |
| 1982年度（昭和57年度）         | 305,571 人                     | 320,910 人                     | [ 4 ]                          |
| 1983年度（昭和58年度）         | 275,590 人                     | 293,151 人                     | [ 5 ]                          |
| 1984年度（昭和59年度）         | 261,620 人                     | 279,088 人                     | [ 6 ]                          |
| 1985年度（昭和60年度）         | 261,497 人                     | 281,575 人                     | [ 7 ]                          |
| 1986年度（昭和61年度）         | 262,995 人                     | 283,806 人                     | [ 8 ]                          |
| 1987年度（昭和62年度）         | 264,850 人                     | 288,297 人                     | [ 9 ]                          |
| 1988年度（昭和63年度）         | 280,334 人                     | 303,053 人                     | [ 10 ]                         |
| 1989年度（平成元年度）         | 289,305 人                     | 301,101 人                     | [ 11 ]                         |
| 1990年度（平成2年度）          | 320,295 人                     | 326,438 人                     | [ 12 ]                         |
| 1991年度（平成3年度）          | 293,024 人                     | 300,682 人                     | [ 13 ]                         |
| 1992年度（平成4年度）          | 276,680 人                     | 282,618 人                     | [ 14 ]                         |
| 1993年度（平成5年度）          | 269,985 人                     | 273,202 人                     | [ 15 ]                         |
| 1994年度（平成6年度）          | 276,574 人                     | 282,392 人                     | [ 16 ]                         |
| 1995年度（平成7年度）          | 281,863 人                     | 288,708 人                     | [ 17 ]                         |
| 1996年度（平成8年度）          | 273,922 人                     | 280,108 人                     | [ 18 ]                         |
| 1997年度（平成9年度）          | 320,515 人                     | 327,345 人                     | [ 19 ]                         |
| 1998年度（平成10年度）         | 296,452 人                     | 301,451 人                     | [ 20 ]                         |
| 1999年度（平成11年度）         | 289,092 人                     | 297,361 人                     | [ 21 ]                         |
| 2000年度（平成12年度）         | 290,987 人                     | 297,907 人                     | [ 22 ]                         |
| 2001年度（平成13年度）         | 293,568 人                     | 300,138 人                     | [ 23 ]                         |
| 2002年度（平成14年度）         | 283,083 人                     | 288,160 人                     | [ 24 ]                         |
| 2003年度（平成15年度）         | 291,554 人                     | 295,084 人                     | [ 25 ]                         |
| 2004年度（平成16年度）         | 281,413 人                     | 290,220 人                     | [ 26 ]                         |
| 2005年度（平成17年度）         | 282,412 人                     | 285,445 人                     | [ 27 ]                         |
| 2006年度（平成18年度）         | 281,616 人                     | 284,826 人                     | [ 28 ]                         |
| 2007年度（平成19年度）         | 294,752 人                     | 295,726 人                     | [ 29 ]                         |
| 2008年度（平成20年度）         | 282,995 人                     | 284,405 人                     | [ 30 ]                         |
| 2009年度（平成21年度）         | 270,278 人                     | 271,972 人                     | [ 31 ]                         |
| 2010年度（平成22年度）         | 262,360 人                     | 263,273 人                     | [ 32 ]                         |
| 2011年度（平成23年度）         | 261,145 人                     | 264,228 人                     | [ 33 ]                         |
| 2012年度（平成24年度）         | 269,419 人                     | 271,229 人                     | [ 34 ]                         |
| 2013年度（平成25年度）         | 268,398 人                     | 268,792 人                     | [ 35 ]                         |
| 2014年度（平成26年度）         | 270,504 人                     | 271,048 人                     | [ 36 ]                         |
| 2015年度（平成27年度）         | 278,277 人                     | 277,574 人                     | [ 37 ]                         |
| 2016年度（平成28年度）         | 289,152 人                     | 289,350 人                     | [ 38 ]                         |
| 2017年度（平成29年度）         | 313,400 人                     | 312,607 人                     | [ 39 ]                         |
| 2018年度（平成30年度）         | 324,074 人                     | 323,017 人                     | [ 1 ]                          |

## 車站周邊
- 遠州鐵道 鐵道営業處
- 靜岡縣道65號濱松環狀線（日语：静岡県道65号浜松環状線）
- 濱松西崎郵局
- 溫州濱松農業協同組合（日语：とぴあ浜松農業協同組合） 西崎分店

## 巴士路線
- Kitazou （页面存档备份，存于） （西崎站巴士站）- 濱松北醫院穿梭巴士。 ※只限濱松北醫院使用者才可乘車。

## 相鄰車站
遠州鐵道
■鐵道線
積志（10）－遠州西崎（11）－遠州小松（12）

## 注腳
1. 1 2  《靜岡縣統計年鑑 平成30年》 運輸・通信 鉄道運輸状況 （页面存档备份，存于）（日語）
2. ↑  《靜岡縣統計年鑑 昭和55年》 NDL 82024736 pp. 287-289
3. ↑  《靜岡縣統計年鑑 昭和56年》 NDL 83020918 pp. 287-289
4. ↑  《靜岡縣統計年鑑 昭和57年》 NDL 84021214 pp. 279-281
5. ↑  《靜岡縣統計年鑑 昭和58年》 NDL 85042552 pp. 279-281
6. ↑  《靜岡縣統計年鑑 昭和59年》 書誌情報 （页面存档备份，存于） pp. 279-281
7. ↑  《靜岡縣統計年鑑 昭和60年》 運輸・通信 私鉄運輸状況 （页面存档备份，存于）（日語）
8. ↑  《靜岡縣統計年鑑 昭和61年》 運輸・通信 私鉄運輸状況 （页面存档备份，存于）（日語）
9. ↑  《靜岡縣統計年鑑 昭和62年》 運輸・通信 鉄道運輸状況 （页面存档备份，存于）（日語）
10. ↑  《靜岡縣統計年鑑 昭和63年》 運輸・通信 鉄道運輸状況 （页面存档备份，存于）（日語）
11. ↑  《靜岡縣統計年鑑 平成元年》 運輸・通信 鉄道運輸状況 （页面存档备份，存于）（日語）
12. ↑  《靜岡縣統計年鑑 平成2年》 運輸・通信 鉄道運輸状況 （页面存档备份，存于）（日語）
13. ↑  《靜岡縣統計年鑑 平成3年》 運輸・通信 鉄道運輸状況 （页面存档备份，存于）（日語）
14. ↑  《靜岡縣統計年鑑 平成4年》 運輸・通信 鉄道運輸状況 （页面存档备份，存于）（日語）
15. ↑  《靜岡縣統計年鑑 平成5年》 運輸・通信 鉄道運輸状況 （页面存档备份，存于）（日語）
16. ↑  《靜岡縣統計年鑑 平成6年》 運輸・通信 鉄道運輸状況 （页面存档备份，存于）（日語）
17. ↑  《靜岡縣統計年鑑 平成7年》 運輸・通信 鉄道運輸状況 （页面存档备份，存于）（日語）
18. ↑  《靜岡縣統計年鑑 平成8年》 運輸・通信 鉄道運輸状況 （页面存档备份，存于）（日語）
19. ↑  《靜岡縣統計年鑑 平成9年》 運輸・通信 鉄道運輸状況 （页面存档备份，存于）（日語）
20. ↑  《靜岡縣統計年鑑 平成10年》 運輸・通信 鉄道運輸状況 （页面存档备份，存于）（日語）
21. ↑  《靜岡縣統計年鑑 平成11年》 運輸・通信 鉄道運輸状況 （页面存档备份，存于）（日語）
22. ↑  《靜岡縣統計年鑑 平成12年》 運輸・通信 鉄道運輸状況 （页面存档备份，存于）（日語）
23. ↑  《靜岡縣統計年鑑 平成13年》 運輸・通信 鉄道運輸状況 （页面存档备份，存于）（日語）
24. ↑  《靜岡縣統計年鑑 平成14年》 運輸・通信 鉄道運輸状況 （页面存档备份，存于）（日語）
25. ↑  《靜岡縣統計年鑑 平成15年》 運輸・通信 鉄道運輸状況 （页面存档备份，存于）（日語）
26. ↑  《靜岡縣統計年鑑 平成16年》 運輸・通信 鉄道運輸状況 （页面存档备份，存于）（日語）
27. ↑  《靜岡縣統計年鑑 平成17年》 運輸・通信 鉄道運輸状況 （页面存档备份，存于）（日語）
28. ↑  《靜岡縣統計年鑑 平成18年》 運輸・通信 鉄道運輸状況 （页面存档备份，存于）（日語）
29. ↑  《靜岡縣統計年鑑 平成19年》 運輸・通信 鉄道運輸状況 （页面存档备份，存于）（日語）
30. ↑  《靜岡縣統計年鑑 平成20年》 運輸・通信 鉄道運輸状況 （页面存档备份，存于）（日語）
31. ↑  《靜岡縣統計年鑑 平成21年》 運輸・通信 鉄道運輸状況 （页面存档备份，存于）（日語）
32. ↑  《靜岡縣統計年鑑 平成22年》 運輸・通信 鉄道運輸状況 （页面存档备份，存于）（日語）
33. ↑  《靜岡縣統計年鑑 平成23年》 運輸・通信 鉄道運輸状況 （页面存档备份，存于）（日語）
34. ↑  《靜岡縣統計年鑑 平成24年》 運輸・通信 鉄道運輸状況 （页面存档备份，存于）（日語）
35. ↑  《靜岡縣統計年鑑 平成25年》 運輸・通信 鉄道運輸状況 （页面存档备份，存于）（日語）
36. ↑  《靜岡縣統計年鑑 平成26年》 運輸・通信 鉄道運輸状況 （页面存档备份，存于）（日語）
37. ↑  《靜岡縣統計年鑑 平成27年》 運輸・通信 鉄道運輸状況 （页面存档备份，存于）（日語）
38. ↑  《靜岡縣統計年鑑 平成28年》 運輸・通信 鉄道運輸状況 （页面存档备份，存于）（日語）
39. ↑  《靜岡縣統計年鑑 平成29年》 運輸・通信 鉄道運輸状況 （页面存档备份，存于）（日語）

## 外部連結
- 西崎站（遠鐵電車各站資訊） （页面存档备份，存于）（日語）